# Return to Green Acres

Return to Green Acres est un téléfilm américain, adapté de la sitcom Les Arpents verts, réalisé par William Asher et sorti en 1990.

## Synopsis
les promoteurs ont l'intention de bâtir une zone industrielle dans la ville et un certain monsieur Haney tente d'arnaquer les occupants des maisons.

## Fiche technique
- Titre original : Return to Green Acres
- Réalisation : William Asher
- Scénario : Jay Sommers, Craig Heller et Guy Shulman
- Musique : Dan Foliart
- Costumes : Nancy G. Fox
- Production : Anthony Santa Croce
- Société(s) de production : Arnold Productions, JayGee Productions et Orion Television Entertainment
- Pays de production :  États-Unis
- Langue originale : anglais
- Format : couleur — 1,33:1 — Version 35 mm — Stéréo
- Genre : Comédie
- Durée : 92 minutes

## Distribution
- Eddie Albert : Oliver Wendell Douglas
- Eva Gabor : Lisa Douglas
- Alvy Moore : Hank Kimball
- Frank Cady : Sam Drucker
- Pat Buttram : Mr Haney
- Henry Gibson : E. Mitchell Armstrong
- Mark Ballou : Jeb
- Lucy Lee Flippin : Flo
- John Mallory Asher : Chill
- John Alvin : E. Wilfred
- Tippi Hedren : Arleen